# Bruno Boni
Bruno Boni (* 13. Mai 1915 in Cremona; † 30. März 2003 ebenda) war ein italienischer Ruderer, der 1948 die olympische Bronzemedaille im Zweier ohne Steuermann gewann.
Bei der olympischen Ruderregatta 1948 auf der Themse bei Henley traten jeweils maximal drei Boote gegeneinander an. Bruno Boni und Felice Fanetti belegten im Vorlauf den zweiten Platz hinter dem britischen Boot. Mit Siegen im Hoffnungslauf und im Halbfinale erreichten die Italiener das Finale. Dort trafen sie auf die Schweizer Hans Kalt und Josef Kalt und auf die Briten John Wilson und Ran Laurie. Die Briten gewannen das Rennen mit fast drei Sekunden Vorsprung auf die Schweizer, mit sieben Sekunden Rückstand erhielten die Italiener die Bronzemedaille.
Bei der Europameisterschaft 1949 siegten die Schweden Evert Gunnarsson und Bernt Torberntsson vor den Belgiern Charles Van Antwerpen und José Rosa, dahinter erhielten Boni und Fanetti die Bronzemedaille.
Bruno Boni startete für die Canottieri Baldesio.